# Monedas de euro de Polonia

Mapa de la zona del euro

El euro (EUR o €) es la moneda común para las naciones que pertenecen a la eurozona. Las monedas de euro tienen dos lados diferentes, un lado común (anverso) para todos los países, el cual indica el valor de la moneda y un lado nacional (reverso) con el diseño escogido por cada uno de los países.
Polonia, tras su incorporación a la Unión Europea, está obligada a adoptar el euro, aunque todavía no se ha establecido una fecha oficial para ello.
En las elecciones parlamentarias de 2015, ganó el partido euroescéptico Ley y Justicia, que sostiene que Polonia solo debería unirse a la moneda única cuando su nivel de vida alcance la media comunitaria (en dicho año, el producto interior bruto (PIB) per cápita polaco se situaba en torno a un 30% por debajo de la media de la Unión Europea) y, además, considera que la cuestión deberá someterse a referéndum.

## Diseño
Las monedas de euro de Polonia todavía no se han diseñado.